# Langbektang

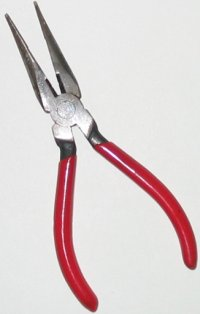

Een langbektang, ook wel lange bektang, punttang, telefoontang of radiotang genoemd, is een tang die bestaat uit een lange fijne bek, welke via een scharnier verbonden is met de benen. De tang wordt vaak gebruikt door elektriciens, daarom zijn de benen meestal voorzien van elektrisch isolerende handvatten.
De binnenkant van de halfronde helften van de bek zijn op het uiteinde voorzien van fijne ribbels. Dit maakt het mogelijk om kleine voorwerpen vast te grijpen. Door de lange smalle, al dan niet gebogen bek, is deze tang geschikt voor fijn aansluitwerk op moeilijk bereikbare plaatsen. Vaak is een bektang net boven het scharnierpunt ook voorzien van snijvlakken om koperdraden mee te knippen.